# Supercopa espanyola d'hoquei sobre patins femenina
|  | Aquest article és sobre la competició femenina. Per a la competició masculina, vegeu Supercopa espanyola d'hoquei sobre patins masculina |

La Supercopa espanyola d'hoquei sobre patins femenina (en castellà: Supercopa de España femenina de hockey sobre patines) és una competició esportiva de clubs espanyols d'hoquei patins, creada la temporada 2021-22. Organitzada per la Federació Espanyola de Patinatge, se celebra anualment a principi de la temporada. Es creà amb la voluntat d'igualar-se amb les competicions masculines d'hoquei sobre patins. Hi participen quatre equips, el campió de la Lliga i Copa espanyola, el subcampió de Lliga i el club organitzador del torneig. Es disputa en format de final quatre i se celebra a la seu del club organitzador de la competició.
La primera edició se celebrà a finals d'octubre al Pavelló Can Xarau-Paco Arpide de Cerdanyola del Vallès, on l'Hoquei Club Palau de Plegamans es proclamà primer campió de la competició.

## Clubs participants
La IV Supercopa d'Espanya es disputà al Pavelló de Cubelles, del 19 al 20 d'octubre de 2024. Hi participaren quatre equips, inclosos els campions de Lliga i de Copa de la temporada anterior:
- CP Esneca Fraga
- Generali HC Palau de Plegamans (campió de l'OK Lliga i Copa de la Reina 2023-24)
- Telecable HC
- Club Patí Vila-sana Coop d'Ivars

## Historial
| En negreta = Equip guanyador (1) = Nombre de títolss (prò.) = Pròrroga (p.) = Penals Nota: Noms dels equips segons l'època |

| Edició | Temp.   | Data       | Campió                | Resultat      | Subcampió                | Seu                                      | refs  |
| ------ | ------- | ---------- | --------------------- | ------------- | ------------------------ | ---------------------------------------- | ----- |
| I      | 2021-22 | 31-10-2021 | Generali HC Palau (1) | 6-0           | Cerdanyola Feníe Energía | Pavelló Can Xarau, Cerdanyola del Vallès | [ 4 ] |
| II     | 2022-23 | 11-09-2022 | Telecable HC (1)      | 1-0           | Generali HC Palau        | Poliesportiu Municipal, Vila-sana        | [ 6 ] |
| III    | 2023-24 | 17-09-2023 | Telecable HC (2)      | 0-0 (2-1, p.) | CP Vila-sana             | Pavelló Municipal, Cubelles              | [ 7 ] |
| IV     | 2024-25 | 20-10-2024 | CP Vila-sana (1)      | 3-3 (3-2, p.) | Generali HC Palau        | Pavelló del Sotet, Fraga                 |       |

## Palmarès
| Equip                  | Campió | Subcampió | Finals | Anys campió      | Anys subcampió   |
| ---------------------- | ------ | --------- | ------ | ---------------- | ---------------- |
| Gijón Hockey Club      | 2      | 0         | 2      | 2022-23, 2023-24 | ―                |
| HC Palau de Plegamans  | 1      | 2         | 3      | 2021-22          | 2022-23, 2024-25 |
| Club Patí Vila-sana    | 1      | 1         | 2      | 2024-25          | 2023-24          |
| Cerdanyola Club Hoquei | 0      | 1         | 1      | ―                | 2021-22          |